# México en los Juegos Panamericanos
México en los Juegos Panamericanos está representado por el Comité Olímpico Mexicano; Es uno de los países que ha participado de manera ininterrumpida desde la primera edición en Buenos Aires 1951. Es el primer país en ser sede en tres ocasiones (1955, 1975 y 2011).
La primera participación de deportistas mexicanos se produjo en los Juegos Panamericanos de 1951 en Buenos Aires, Argentina, en donde se obtuvo un total de 40 medallas: 4 de oro, 9 de plata y 27 de bronce, mientras tanto la mejor participación fue en los Juegos Panamericanos de 2023 en Santiago de Chile, donde se obtuvo un total de 142 medallas: 52 de oro, 38 de plata y 52 de bronce.
Desde entonces las delegaciones mexicanas han participado en las 19 ediciones realizadas y acumulan un total de 1148 medallas: 258 de oro, 325 de plata y 565 de bronce. Luego de Santiago 2023 se ubica en el sexto lugar histórico del medallero de 42 comités participantes, solo por debajo de Estados Unidos, Cuba, Canadá, Brasil y Argentina.

## Juegos Panamericanos

### Medallero
| Año  | País                               | Sede             | Posición      | Oro           | Plata         | Bronce        | Total         |
| ---- | ---------------------------------- | ---------------- | ------------- | ------------- | ------------- | ------------- | ------------- |
| 1951 | Bandera de Argentina               | Buenos Aires     | 6/21          | 4             | 9             | 27            | 40            |
| 1955 | Bandera de México                  | Ciudad de México | 3/22          | 17            | 11            | 30            | 58            |
| 1959 | Bandera de Estados Unidos          | Chicago          | 4/25          | 6             | 11            | 12            | 29            |
| 1963 | Bandera de Brasil                  | São Paulo        | 8/22          | 2             | 8             | 15            | 25            |
| 1967 | Bandera de Canadá                  | Winnipeg         | 5/29          | 7             | 16            | 25            | 48            |
| 1971 | Bandera de Colombia                | Cali             | 5/32          | 7             | 11            | 23            | 41            |
| 1975 | Bandera de México                  | Ciudad de México | 4/33          | 9             | 13            | 38            | 60            |
| 1979 | Bandera de Puerto Rico             | San Juan         | 6/34          | 3             | 6             | 29            | 38            |
| 1983 | Bandera de Venezuela               | Caracas          | 6/36          | 7             | 11            | 24            | 42            |
| 1987 | Bandera de Estados Unidos          | Indianápolis     | 6/38          | 9             | 11            | 18            | 38            |
| 1991 | Bandera de Cuba                    | La Habana        | 5/39          | 14            | 23            | 38            | 75            |
| 1995 | Bandera de Argentina               | Mar de la Plata  | 5/42          | 23            | 20            | 37            | 80            |
| 1999 | Bandera de Canadá                  | Winnipeg         | 6/42          | 11            | 16            | 30            | 57            |
| 2003 | Bandera de la República Dominicana | Santo Domingo    | 5/42          | 20            | 27            | 32            | 79            |
| 2007 | Bandera de Brasil                  | Río de Janeiro   | 5/42          | 18            | 24            | 31            | 73            |
| 2011 | Bandera de México                  | Guadalajara      | 4/42          | 42            | 41            | 50            | 133           |
| 2015 | Bandera de Canadá                  | Toronto          | 6/41          | 22            | 30            | 43            | 95            |
| 2019 | Bandera de Perú                    | Lima             | 3/41          | 37            | 36            | 63            | 136           |
| 2023 | Bandera de Chile                   | Santiago         | 3/41          | 52            | 38            | 52            | 142           |
| 2027 | Bandera de Perú                    | Lima             | Evento futuro | Evento futuro | Evento futuro | Evento futuro | Evento futuro |

### Medallas por deporte
La siguiente tabla muestra las medallas obtenidas por deporte, ordenadas por preseas de oro, plata y bronce.
| Deporte             |     |     |     |      |
| ------------------- | --- | --- | --- | ---- |
| Atletismo           | 53  | 48  | 38  | 139  |
| Clavados            | 30  | 23  | 21  | 74   |
| Taekwondo           | 21  | 11  | 16  | 48   |
| Pelota vasca        | 19  | 9   | 7   | 35   |
| Raquetbol           | 16  | 3   | 8   | 27   |
| Tenis               | 14  | 20  | 17  | 51   |
| Gimnasia            | 12  | 14  | 32  | 58   |
| Remo                | 10  | 11  | 24  | 45   |
| Boxeo               | 8   | 13  | 39  | 60   |
| Ciclismo            | 7   | 24  | 19  | 50   |
| Canotaje            | 7   | 10  | 18  | 35   |
| Equitación          | 7   | 10  | 17  | 34   |
| Tiro                | 6   | 8   | 34  | 48   |
| Halterofilia        | 5   | 13  | 25  | 43   |
| Tiro con arco       | 5   | 11  | 24  | 40   |
| Squash              | 5   | 3   | 17  | 25   |
| Pentatlón moderno   | 5   | 3   | 7   | 15   |
| Fútbol              | 4   | 5   | 6   | 15   |
| Bowling             | 3   | 7   | 8   | 18   |
| Esgrima             | 3   | 6   | 15  | 24   |
| Judo                | 3   | 5   | 15  | 23   |
| Triatlón            | 3   | 1   | 4   | 8    |
| Vela                | 2   | 8   | 6   | 16   |
| Lucha               | 1   | 22  | 43  | 66   |
| Karate              | 1   | 10  | 12  | 23   |
| Natación            | 1   | 7   | 41  | 49   |
| Voleibol playa      | 1   | 3   | 2   | 6    |
| Esquí náutico       | 1   | 1   | 9   | 11   |
| Patinaje            | 1   | 1   | 5   | 7    |
| Voleibol            | 1   | 1   | 5   | 7    |
| Waterpolo           | 1   | 0   | 2   | 3    |
| Nado sincronizado   | 0   | 8   | 15  | 23   |
| Baloncesto          | 0   | 5   | 1   | 6    |
| Hockey sobre césped | 0   | 1   | 2   | 3    |
| Tenis de mesa       | 0   | 1   | 1   | 2    |
| Fisicoculturismo    | 0   | 1   | 0   | 1    |
| Polo                | 0   | 1   | 0   | 1    |
| Badminton           | 0   | 0   | 4   | 4    |
| Beisbol             | 0   | 0   | 4   | 4    |
| Sambo               | 0   | 0   | 1   | 1    |
| Softbol             | 0   | 0   | 1   | 1    |
| Total               | 256 | 328 | 565 | 1149 |

### Medallistas
La siguiente lista no se encuentra del todo completa.
| Evento                |     |     |     | T   | Detalle |
| --------------------- | --- | --- | --- | --- | --- |
| Buenos Aires 1951     | 4   | 9   | 27  | 40  | Clavados, trampolín; Joaquín Capilla Clavados, plataforma; Joaquín Capilla Tenis, dobles mixtos; Imelda Ramírez y Gustavo Palafox Tiro deportivo, pistola libre por equipos; Rafael Bermejo, Raúl Ibarra, Miguel Lambarri, José Reyes Rodríguez y Pedro Avilés Atletismo, lanzamiento de jabalina; Bertha Chiu Esgrima, espada individual hombres; Benito Ramos Natación, 1,500 metros libres; Tonatiuh Gutiérrez Clavados, plataforma; Carlota Ríos Laurenzana Polo; Selección de polo de México Tenis, dobles femenil; Hilda Heyn e Imelda Ramírez Tiro deportivo, fusil libre por equipos; José Nozari, José de la Torre, Antonio Mendoza, Joel Gálvez y Sebastián de la Cerda Béisbol; Selección de béisbol de México Boxeo, división mosca; Raúl Macías Boxeo, división pluma; Juan Braulio Martínez Alvarado Boxeo, división wélter ligero; José Noriega Equitación, premio de las Naciones por equipos; Mario Becerril Serrano, José Eduardo Pérez, Joaquín d'Harcourt Rodríguez y Roberto Viñals Gimnasia, clasificación por equipos All Around Halterofilia, división hasta 56 kilogramos; M. E. Salas Lucha libre olímpica, categoría hasta 52 kilogramos; Rodolfo Dávila Lucha libre olímpica, categoría hasta 57 kilos; Leonardo Basurto Lucha libre olímpica, categoría hasta 63 kilos; Guillermo Palomino Lucha libre olímpica, categoría hasta 70 kilos; José Luis Pérez Lucha libre olímpica, categoría hasta 87 kilos; Eduardo Assam Natación, 400 metros libres; Tonatiuh Gutiérrez Natación, 1,500 metros libres; Efrén Fierro Natación, relevos 3x100 combinados; Alberto Isaac, Clemente Mejía Ávila y Luis Spamer Natación, 100 metros espalda; Magda Bruggerman Natación, relevo 3x100 metros combinado; Magda Bruggerman, Charlotte Knapp y Adriana Hernández Tenis, individuales; Gustavo Palafox Tenis, dobles; Gustavo Palafox y Anselmo Puente Tenis, individuales; Imelda Ramírez Tiro deportivo, velocidad sobre siluetas por equipos; Ernesto Montemayor, Manuel Larrañaga, Miguel Lambarri y José Reyes Rodríguez Tiro deportivo, pistola libre; Rafael Bermejo |
| Ciudad de México 1955 | 17  | 11  | 30  | 58  | Boxeo, división mosca; Hilario Correa Equitación, premio de las Naciones por equipos; Humberto Mariles Cortés, Jaime de la Garza, Joaquín d'Harcourt Rodríguez y Roberto Viñals Equitación, competencia de los Tres Días por equipos; Octavio Ramírez Juárez, Héctor Zataráin Román, Refugio González y José Eduardo Pérez Equitación, premio de las Naciones individual; Roberto Viñals Esgrima, sable individual hombres; Antonio Haro Oliva Gimnasia, clavas (eventos especiales); Francisco José Álvarez Clavados, plataforma; Joaquín Capilla Clavados, trampolín; Joaquín Capilla Natación, 200 metros mariposa; Eulalio Ríos Alemán Pentatlón, competencia por equipos; José Pérez Mier, David Romero Vargas y Antonio Almada Félix Pentatlón, clasificación individual; José Pérez Mier Tenis, dobles mixtos; Yolanda Ramírez y Gustavo Palafox Tenis, dobles varonil; Mario Llamas y Gustavo Palafox Tenis, dobles femenil; Rosa María Reyes y Esther Reyes Tenis, individuales femenil; Rosa María Reyes Voleibol, selección femenil de voleibol de México Atletismo, 10 mil metros; Vicente Sánchez Atletismo, maratón; Onésimo Rodríguez Equitación, competencia de los Tres Días individual; Octavio Ramírez Juárez Fútbol; selección de fútbol de México Lucha libre olímpica, categoría hasta 52 kilos; Nicolás Basurto Natación, 200 metros mariposa; Gilda Aranda Natación sincronizada, individual; Rebeca García Natación sincronizada, duetos; Rebeca García y Gloria Botello Tenis, individual; Yolanda Ramírez Voleibol, varonil; selección de voleibol de México Atletismo, 3 mil metros con obstáculos; Eligio Galicia Atletismo, 3 mil metros con obstáculos; Alberto Goya, René Ahumada, Javier Souza y Sergio Higuera Boxeo, división pluma; Marcial Galicia Boxeo, división gallo; Manuel Fuentes Boxeo, división wélter ligero; Ernesto Talamantes Boxeo, división medio ligero; Lázaro Flores Boxeo, división semicompleto; Lorenzo Valles Boxeo, división completo; Alfredo Zuany Boxeo, división gallo; Pedro Tovar Ciclismo, velocidad scratch; Cenobio Ruiz Ciclismo, 4 mil metros persecución por equipos; Bibiano González, Francisco Lozano, Rubén Ramírez y Héctor Simancas Equitación, competencia de los Tres Días individual; José Eduardo Pérez Equitación, premio de las Naciones individual; Jaime de la Garza Halterofilia, división de hasta 60 kilogramos; Edmundo Álvarez Lucha libre olímpica, categoría de hasta 87 kilos; Eduardo Assam Lucha libre olímpica, categoría de hasta 97 kilos; José Hernández Lucha libre olímpica, categoría de más de 97 kilos; Arturo Meneses Lucha libre olímpica, categoría de hasta 70 kilos; Mario Tovar Lucha libre olímpica, categoría de hasta 78 kilos; Antonio Rosado Lucha libre olímpica, categoría de hasta 78 kilos; Leonardo Basurto Natación, 200 metros pecho; Walter Ocampo Natación, 200 metros mariposa; Walter Ocampo Natación, 200 metros libres; Gilda Aranda Natación, relevos 4 x 100 metros combinado; Clemente Mejía Ávila, Walter Ocampo, Eulalio Ríos Alemán y Otilio Olguín Clavados, plataforma; Margarita Pesado Natación sincronizada, por equipos; Rebeca García, Gloria Botella, Eulalia Martínez de Castro y Elvia Ramírez Aguilar Pentatlón, individual; David Romero Vargas Remo; Hugo Enríquez y Helmuth Roesler Remo, ocho remos largos con timonel; Stock, Lanzagorta, Alverde, Zellhuber, Sohad, Canal, Pahl, Obert y Stockeer Tiro deportivo, pistola libre; Pedro Avilés Tiro deportivo, fusil pequeño tres posiciones por equipos; Raúl Martínez, Guillermo Narváez, Emilio del Raso, Ernesto Montemayor y Roberto Contreras Tiro deportivo, velocidad sobre siluetas por equipos; Raúl Arredondo Cepeda, Alfonso Castañeda, Luis Jiménez y Carlos Rodríguez Tiro deportivo, pistola libre por equipos; José Reyes Rodríguez, Miguel Lambarri, Pedro Avilés, Manuel Larrañaga y Raúl Ibarra |
| Chicago 1959          | 6   | 11  | 12  | 29  | Esgrima, florete femenil; María del Pilar Roldán Gimnasia, eventos especiales (clavas indias); Francisco José Álvarez Clavados, plataforma; Álvaro Gaxiola Tenis, dobles femenil; Yolanda Ramírez y Rosa María Reyes Tenis, dobles mixtos; Yolanda Ramírez y Gustavo Palafox Tenis, dobles varonil; Antonio Palafox y Gustavo Palafox Ciclismo, ruta (189 km); Francisco Lozano Gimnasia, eventos especiales (clavas indias); Porfirio Rivera Lucha libre olímpica, categoría hasta 63 kilos; Roberto Vallejo Lucha libre olímpica, categoría de hasta 70 kilos; Mario Tovar Lucha libre olímpica, categoría hasta 52 kilogramos; Jorge Rosado Natación, relevos 4x200 metros libres; Raúl Guzmán, Alfredo Guzmán, Mauricio Ocampo y Jorge Escalante Tenis, dobles varonil; Mario Llamas y Francisco Contreras Tenis, dobles mixto; Rosa María Reyes y Francisco Contreras Tenis, individuales; Yolanda Ramírez Tiro deportivo, prueba fusil pequeño posición tendido; Ernesto Montemayor Atletismo, 3 mil metros con obstáculos; Alfredo Tinoco Boxeo, división wélter ligero; Humberto Dip Halterofilia, división de hasta 60 kilogramos; Mauro Alanís Lucha libre olímpica, categoría de hasta 78 kilos; Antonio Rosado Natación, relevos 4 x 100 metros libres; Gloria Botella, Rebeca García, María Luisa Souza y Blanca Barrón Natación, 200 metros mariposa; Eulalio Ríos Alemán Natación, relevos de 4 x 100 combinados; Enrique Robell, Roberto Marmolejo, Eulalio Ríos Alemán y Jorge Escalante Clavados, plataforma; Juan Botella Medina Pentatlón, por equipos Tenis, dobles femenil; Imelda Ramírez y María Hernández Voleibol, selección varonil de voleibol de México |
| São Paulo 1963        | 2   | 8   | 15  | 25  | Atletismo, maratón; Fidel Negrete Tenis, dobles mixtos; Yolanda Ramírez y Francisco Contreras Lucha libre olímpica, categoría hasta 52 kilogramos; Jorge Rosado Clavados, plataforma; Álvaro Gaxiola Natación sincronizada, equipos; selección de natación de México Tenis, individuales femenil; Yolanda Ramírez Tenis, dobles masculino; Juan Arredondo y Vicente Zarazúa Tenis, individuales masculino; Mario Llamas Tiro deportivo, prueba fusil pequeño posición tendido por equipos; Olegario Vázquez Raña, Raúl Arredondo, Paulino Díaz y José Sáenz Vela, clase star; Carlos Braniff Cornejo y Felipe Mier Miranda Atletismo, prueba de los 10 mil metros; Eligio Galicia Béisbol; Selección de béisbol de México Atletismo, 4 mil metros persecución por equipos; Mauricio Mata Lara, Jacinto Brito Villegas, Melesio Soto y Enrique Barajas Trejo Atletismo, categoría de hasta 87 kilos; Juan Miranda Atletismo, categoría de hasta 78 kilos; Juan Flores Atletismo, categoría de hasta 63 kilos; Mario Tovar Clavados, plataforma; María Teresa Adame Clavados, plataforma; Ricardo Capilla Pentatlón, por equipos Tenis, individuales; Francisco Contreras Tenis, dobles femenil; Yolanda Ramírez y Elena Subirats Tiro deportivo, velocidad sobre siluetas por equipos; Enrique Torres Portollo, Homero Laddaga Zozoya, Ignacio Mendoza Franco y Camilo Kuri Ahued Tiro deportivo, prueba fuego central por equipos; Enrique Torres Valdez, Camilo Kuri Ahued, Miguel Torres y Homero Laddaga Zozoya Tiro deportivo, prueba fusil pequeño tres posiciones; Paulino Díaz Voleibol, selección femenil de voleibol de México |
| Winnipeg 1967         | 7   | 16  | 25  | 48  | Boxeo, división gallo; Juvencio Martínez González Esgrima, florete femenil; María del Pilar Roldán Fútbol, varonil; selección de fútbol de México Gimnasia, anillos individual; Armando Valles Montañés Tenis, individuales femenil; Elena Subirats Atletismo, 20 kilómetros de caminata; José Pedraza Zúñiga Básquetbol, selección de básquetbol de México Boxeo, división mosca; Ricardo Delgado Nogales Canotaje, C-2 10 mil metros; G. A. Medina y F. del Monte Ciclismo, 4 mil metros persecución por equipos; Agustín Alcántara, Radamés Treviño, Sabás Cervantes y Adolfo Belmonte Gimnasia, clasificación individual All Around; Armando Valles Montañés Gimnasia, barra fija individual varonil; Armando Valles Montañés Hockey sobre césped, selección mexicana de hockey sobre césped Halterofilia, división de hasta 60 kilogramos; Manuel Mateos Lucha libre olímpica, categoría de hasta 63 kilos; Roberto Vallejo Lucha libre olímpica, categoría hasta 57 kilos; Moisés López Clavados, plataforma; Luis Niño de Rivera Tenis, dobles masculino; Marcelo Lara de Santiago y Joaquín Loyo Mayo Tenis, dobles mixtos; Elena Subirats y Luis García Ciclismo, 100 km contrarreloj por equipos; Agustín Alcántara, Adolfo Belmonte, Roberto Brito y Radamés Treviño Atletismo, maratón; Alfredo Peñaloza Atletismo, 5 mil metros; Juan Máximo Martínez Boxeo, división semicompleto; Manuel Castañón Boxeo, división medio ligero; Agustín Zaragoza Boxeo, división wélter ligero; Alfredo Morales Boxeo, división wélter; Alfonso Ramírez Ciclismo, 4 mil metros persecución individual; Radamés Treviño Ciclismo, ruta (176.990 km); Heriberto Díaz Equitación, Premio de las Naciones individual; Manuel Mendivil Yucupilco Gimnasia, manos libres individual varonil; Armando García Bustillos Gimnasia, clasificación por equipos All Around; Armando García Bustillos, Enrique Salazar, Fernando Valles Montañés, Armando Valles Montañés, Rogelio Rojas Mendoza, y Enrique García Bustillos Gimnasia, salto de caballo; Rogelio Rojas Mendoza Gimnasia, manos paralelas; Armando Valles Montanés Judo, división ligero; René Arredondo Cepeda Judo, división medio; Gabriel Goldschmied Lucha libre olímpica, categoría hasta 52 kilogramos; Florentino Martínez Waterpolo; selección de polo acuático de México Remo, cuatro remos largos sin timonel; Roberto Retolaza, Calleja, Arcadio Padilla y Calleja Remo, dos remos largos sin timonel; David Trejo y Reynoso Remo, par de remos cortos individual; Otto Plettner Tiro deportivo, pistola libre por equipos; José Martínez, Javier Peregrina, Rafael Bermejo y Héctor Pérez Tiro deportivo, velocidad sobre silueta por equipos; Rafael Carpio Suárez, Homero Laddaga Zozoya, Alfonso Castañeda y Héctor Elizondo Tiro deportivo, prueba fusil pequeño posición tendido por equipos; Olegario Vázquez Raña, Jesús Elizondo, Ernesto Montemayor y Espinoza Tiro deportivo, prueba fusil pequeño tres posiciones por equipos; José González, Olegario Vázquez Raña, Paulino Díaz y A. Vázquez Tiro deportivo, prueba fusil pequeño posición tendido; Olegario Vázquez Raña |
| Cali 1971             | 7   | 11  | 23  | 41  | Boxeo, división gallo; Pedro Flores Boxeo, división pluma; Juan Francisco García Equitación, competencia de los Tres Días individual; Manuel Mendivil Yucupilco Equitación, Premio de las Naciones individual; Elisa Fernández Halterofilia, división de hasta 60 kilogramos; Manuel Mateos Atletismo, prueba de los 10 mil metros; Juan Máximo Martínez Atletismo, maratón; José Gaspar García Atletismo, 50 kilómetros de caminata; Gabriel Hernández Boxeo, división mosca; Arturo Delgado Boxeo, división medio ligero; Emeterio Villanueva Boxeo, división completo; Joaquín Rocha Equitación, premio de las Naciones por equipos; Joaquín Pérez de las Heras, Carlos Salinas de Gortari y Eduardo Higareda Lucha libre olímpica, categoría hasta 52 kilogramos; Florentino Martínez Natación, 400 metros combinado individual; Ricardo Marmolejo Natación, 200 metros pecho; Felipe Muñoz Kapamás Atletismo, 3 mil metros con obstáculos; Antonio Villanueva Atletismo, prueba de los 5 mil metros; Mario Pérez Atletismo, 20 kilómetros de caminata; José Oliveros Boxeo, división medio; Agustín Zaragoza Boxeo, división wélter; Sergio Lozano Boxeo, división minimosca; Salvador García Ciclismo, 4 mil metros persecución individual; Francisco Huerta Esgrima, sable por equipos varonil; Vicente Calderón Ramírez, Gustavo Chapela y Román Gómez Vaillard Esgrima, florete por equipos; Carlos Calderón Ramírez, Viente Calderón Ramírez y Valeriano Pérez Lucha libre olímpica, categoría de hasta 90 kilos; Raúl M. García Natación, prueba de 1500 metros libres; Guillermo García Natación, 800 metros libres; María Teresa Ramírez Natación, relevos 4 x 100 metros libres; María Teresa Ramírez, Leonor Urueta, Norma Amezcua y Marcia Arriaga Natación, 200 metros pecho; Leonor Urueta Natación, 200 metros combinado individual; Felipe Muñoz Kapamás Clavados, trampolín; José de Jesús Robinson Natación sincronizada, nado sincronizado duetos; Eva Goverzensky y Malke Goverzensky Natación sincronizada, nado sincronizado ejercicios promedio por equipos; Eva Goverzensky, J. Rueda, Malke Goverzensky, P. Sánchez, C. Noriega y E. Longi Natación sincronizada, nado sincronizado individual; Eva Goverzensky Waterpolo, selección de polo acuático de México Voleibol, selección de voleibol femenil de México |
| Ciudad de México 1975 | 9   | 13  | 38  | 60  | Atletismo, 20 kilómetros de caminata; Daniel Bautista Atletismo, prueba de los 10 mil metros; Luis Hernández Ciclismo, 100 km contra reloj por equipos; José Luis Castañeda, Francisco Huerta, Rodolfo Vitela, y Ceferino Estrada Equitación, premio de las Naciones individual; Fernando Senderos Fútbol; selección de fútbol de México Lucha libre olímpica, categoría hasta 48 kilogramos; Jorge Frías Clavados, categoría hasta 48 kilogramos; Carlos Girón Gutiérrez Waterpolo, selección de polo acuático de México Tiro deportivo, rifle de aire individual; Olegario Vázquez Raña Atletismo, prueba de los 10 mil metros; Rodolfo Gómez Atletismo, 20 kilómetros de caminata; Domingo Colín Atletismo, prueba de los 1,500 metros planos; Carlos Martínez Básquetbol; selección de básquetbol de México Ciclismo, 4 mil metros persecución individual; Francisco Huerta Ciclismo, 4 mil metros persecución por equipos; F. Vázquez, E. Hernández, R. Camacho y Francisco Huerta Equitación, premio de las Naciones por equipos; Luis Razo, Carlos Aguirre, Fernando Hernández Izquierdo y Fernando Senderos Halterofilia, división de hasta 60 kilogramos (envión); Andrés Santoyo Halterofilia, división de hasta 60 kilogramos (total); Andrés Santoyo Lucha libre olímpica, categoría hasta 57 kilos; Moisés López Lucha grecorromana, categoría 52 kilos; Enrique Jiménez Tenis, individuales; Adolfo González Tenis, dobles masculinos; Adolfo González y Francisco Contreras Tiro deportivo, prueba fusil pequeño posición tendido por equipos; Olegario Vázquez Raña, Jesús Elizondo, Rosario Álvarez y Ernesto Montemayor Atletismo, prueba de los 800 metros planos; Carlos Martínez Atletismo, 3 mil metros con obstáculos; Octavio Guadarrama Atletismo, prueba de los 5 mil metros; Rodolfo Gómez Boxeo, división minimosca; Arturo Uruzquieta Boxeo, división medio; Nicolás Arredondo Ciclismo, gran fondo por equipos (175 km); México Equitación, competencia de los Tres Días individual; Ricardo Bárcenas Equitación, competencia de los Tres Días por equipos; David Bárcenas Ríos, Mariano Bucio Ramírez y Manuel Mendívil Yocupicio Esgrima, florete femenil; Blanca Estrada Esgrima, florete por equipos; Carlos Calderón Ramírez, Viente Calderón Ramírez, Rodolfo Campero y Víctor Robles Gimnasia, clasificación por equipos All Around; México Gimnasia, clasificación por equipos femenil; México Hockey sobre césped; selección de hockey sobre césped de México Lucha libre olímpica, categoría hasta 52 kilogramos; Pablo Gómez Lucha libre olímpica, categoría de hasta 87 kilogramos; Fernando Goldschmied Lucha grecorromana, categoría de 48 kilos; Alfredo Olvera Lucha grecorromana, categoría de 57 kilos; Alfredo López Lucha grecorromana, categoría de 62 kilos; Julio Gutiérrez Lucha grecorromana, categoría de 82 kilos; Juan Flores Lucha grecorromana, categoría de 90 kilos; Javier Serrano Natación, relevo 4 x 100 metros libres; Guillermo García, J. Necoechea, E. Pérez y R. Sasser Natación, 200 metros pecho; Gustavo Lozano Natación, 400 metros combinado individual; Ricardo Marmolejo Clavados, trampolín; Carlos Girón Gutiérrez Natación sincronizada, ejercicios promedio por equipos; M. Morales, C. Flores, I. Sandoval, P. Sánchez, C. Noriega, M. Andrade, L. Brito y E. Méndez Remo, cuatro pares de remos cortos; P. Rion, E. Tams, Federico Scheffler y Ricardo Scheffler Remo, par de remos cortos individual; Federico Scheffler Tenis, dobles mixtos; Adolfo González y Alejandra Vallejo Tiro deportivo, pistola libre por equipos; Alfredo López, Juventino Sánchez, Javier Padilla y Gildardo Bravo Tiro deportivo, velocidad sobre silueta por equipos; Mario Sánchez, Javier Sánchez, Homero Laddaga Zozoya y Antonio Hernández Tiro deportivo, prueba fuego central; Leopoldo Ortega Tiro deportivo, pistola de aire por equipos; Juventino Sánchez, Gildardo Bravo, Alejandro Elías y Neagu Bratu Tiro deportivo, rifle de aire por equipos; Olegario Vázquez Raña, Gerardo Valencia, Jesús Elizondo y Julio García Tiro deportivo, fosa olímpica; Justo Fernández Tiro deportivo, skeet por equipos; Juventino Sánchez, Mirek Switalski, Jorge Alemán y Juan Bueno Vela, Clase Finn; Daniel Múgica Voleibol, selección varonil de voleibol de México Voleibol, selección femenil de voleibol de México |
| San Juan 1979         | 3   | 6   | 29  | 38  | Atletismo, 20 kilómetros de caminata; Daniel Bautista Atletismo, 50 kilómetros de caminata; Raúl González Atletismo, 10 mil metros planos; Rodolfo Gómez Atletismo, 10 mil metros planos; Enrique Aquino Atletismo, 50 kilómetros de caminata; Martín Bermúdez Ciclismo, carrera ruta 170 km; Bernardo Colex Clavados, plataforma; Carlos Girón Equitación, saltos individuales; Gerardo Tazzer Lucha grecorromana, categoría mini mosca (hasta 48 kg); Alfredo Olvera |
| Caracas 1983          | 7   | 11  | 24  | 42  | Atletismo, 20 kilómetros de caminata; Ernesto Canto Atletismo, 50 kilómetros de caminata; Raúl González Atletismo, 5 mil metros planos; Eduardo Castro Atletismo, 10 mil metros planos; José Gómez Ciclismo, carrera ruta 180 kilómetros; Luis Rosendo Ramos Judo, división 65 kilogramos; Gerardo Padilla Vallejo Vela, clase windglider; Nilo Dzib Atletismo, 5 mil metros planos; Gerardo Alcalá Atletismo, 20 kilómetros de caminata; Raúl González Atletismo, 50 kilómetros de caminata; Martín Bermúdez Baloncesto; Selección de básquetball de México Equitación, adiestramiento por equipos; Manuel Cid, Cristóbal Egerstrom y M. de González Esgrima, florete individual; Lourdes Lozano Halterofilia, división gallo -hasta 56 kg- (envión) ; Salvador Figueroa Lucha grecorromana, categoría gallo (hasta 57 kg); Ernesto Bahena Remo, un par de remos cortos; María de la Fuente Tenis, dobles mixtos; Alejandra Vallejo y Jorge Lozano Tenis, dobles masculinos; Jorge Lozano y Fernando Pérez Mariscal |
| Indianápolis 1987     | 9   | 11  | 18  | 38  | Atletismo, maratón; Maricarmen Cárdenas Atletismo, 10 kilómetros de caminata; María de la Luz Colín Atletismo, 20 kilómetros de caminata; Carlos Mercenario Atletismo, 50 kilómetros de caminata; Martín Bermúdez Atletismo, 5 mil metros; Arturo Barrios Ciclismo, ruta individual 171 kilómetros; Luis Rosendo Ramos Remo, dos pares de remos cortos (A); Martha García y Ana Gamble Taekwondo, categoría wélter (-76 kg); Ernesto Rodríguez Tenis, dobles mixtos; Lucila Becerra y Gilgerto Cícero Atletismo, 50 kilómetros de caminata; Raúl González Ciclismo, 50 kilómetros por puntos; Manuel Youshimatz Judo, categoría 78 kilogramos; Carlos Huttich Lucha grecorromana, categoría mosca (hasta 52 kg); Bernardo Olvera Lucha grecorromana, categoría pluma (hasta 62 kg); Juan Angel Rodriguez Mota Remo, 4 remos largos sin timonel varonil; Luis Amezcua, H. Tendilla, R. García y A. Castro Remo, un par de remos cortos (A); Joaquín Gómez Taekwondo, categoría fly (-54 kg); Ricardo Jallath Tenis, dobles varonil; Agustín Moreno y Fernando Pérez Mariscal Tiro con arco, Gran Fita equipos femenil; Aurora Bretón Gómez, María Fernández y Ofelia Ávila Tiro con arco, Gran Fita equipos varonil; Adolfo González, José Andrés Anchondo y Eduardo Padilla |
| La Habana 1991        | 14  | 23  | 38  | 75  | Atletismo, maratón; Olga Ávalos Tesillo Atletismo, 5 mil metros planos; Arturo Barrios Atletismo, 10 mil metros planos; Martín Pitayo Atletismo, 10 mil metros planos femenil; María Carmen Díaz Atletismo, 10 kilómetros de caminata; Graciela Mendoza Atletismo, 50 kilómetros de caminata; Carlos Mercenario Atletismo, 20 kilómetros de caminata; Ernesto Canto Boliche, individual femenil; Edda Piccini Judo, categoría 71 kilogramos; Mario González Aguilera Remo, un par de remos cortos (L); Luis Miguel García Remo, un par de remos cortos (A); Joaquín Gómez Remo, dos pares de remos cortos (A); Martha García e Iliana López Remo, dos pares remos largos sin timonel (L); Manuel Jurado y Luis Amezcua Tenis, sencillos varonil; Luis Enrique Herrera Tiro deportivo, pistola de aire equipos varonil; Cenobio Ramírez, Ignacio Pedroza y José Luis Conde Atletismo, 20 kilómetros de caminata; Joel Sánchez Guerrero Atletismo, 50 kilómetros de caminata; Miguel Rodríguez Atletismo, 3 mil metros planos; María Carmen Díaz Atletismo, 5 mil metros planos; Ignacio Fregoso Baloncesto; Selección de básquetball de México Boxeo, división Wélter ligero (63.5 kg); Edgar Ruiz Boxeo, división mini mosca (48 kg); Ricardo Sánchez Canotaje, C-2, 500 m varonil; Juan Martínez y A. Morales Canotaje, C-2, 1000 m varonil; Juan Antonio Romero y José Ramón Ferrer Clavados, plataforma; Jesús Mena Esgrima, espada femenil; Angélica Dueñas Fútbol; Selección de fútbol de México Gimnasia, barra fija individual varonil; Luis López Lucha libre olímpica, categoría mosca (hasta 52 kg); Bernardo Olvera Lucha libre olímpica, categoría wélter (hasta 74 kg); Felipe Guzmán Natación sincronizada, dueto femenil; Sonia Cárdenas y Lourdes Olivera Remo, un par de remos cortos (A); Martha García Remo, un par de remos cortos (L); Lourdes Montoya Taekwondo, categoría fly (-54 kg); Agustín Ayala Tenis, dobles varonil; Gerardo Martínez y Óliver Fernández Mena Tiro con arco, Gran Fita equipos femenil; Alejandra García, Aurora Bretón y Miriam Veliz Tiro con arco, Gran Fita equipos varonil; Eduardo Messmacher, José Andrés Anchondo y Ricardo Rojas Mejía Vela, Gran Fita equipos varonil; Karla Gutiérrez Ahrensburg y Elsa Margarita Pazos González |
| Mar del Plata 1995    | 23  | 20  | 37  | 80  | Atletismo, 5 mil metros planos femenil; Adriana Fernández Atletismo, 5 mil metros planos; Armando Quintanilla Atletismo, 10 mil metros planos; Armando Quintanilla Atletismo, 10 mil metros de caminata; Graciela Mendoza Atletismo, 50 kilómetros de caminata; Carlos Mercenario Atletismo, maratón; Benjamín Paredes Clavados, trampolín de 3 metros; Fernando Platas Clavados, plataforma; Fernando Platas Equitación, adiestramiento individual; Patrick Burssen Equitación, adiestramiento por equipos; Patrick Burssen, Cristóbal Egerstrom, Antonio Rivera y Lourdes Araiza Pelota vasca, frontenis femenil; Miryam Muñoz Cadena, Rosa María Flores Buendía, Cecilia Collado y Elsa González Pelota vasca, mano por parejas varonil; Alfonso Izquierdo, Javier Marín Acatitla, Pedro Olivos Jiménez y Francisco Vera Quiroz Pelota vasca, mano individual varonil; Javier Marín Acatitla y Francisco Vera Quiroz Pelota vasca, trinquete por parejas varonil; Pedro Santamaría Saldaña, Alfredo Zea, Raúl Saldaña y Horacio Saldaña Pelota vasca, trinquete individual varonil; Alfredo Zea y Horacio Saldaña Pelota vasca, frontenis varonil; Edgar Salazar Sepúlveda, Jaime Salazar Sepúlveda, Homero Hurtado Cardiel y Fernando Iniestra Astudillo Taekwondo, categoría middle (-70 kg); Mónica del Real Taekwondo, categoría fin (-43 kg); Liliana Aguirre Taekwondo, categoría middle (-83 kg); Víctor Estrada Taekwondo, categoría fin (-50 kg); Carlos Ayala Taekwondo, categoría fly (-54 kg); Rubén Palafox Taekwondo, categoría bantam (-58 kg); Rafael Zúñiga Triatlón, equipos varonil; Ricardo González Dávila, Bernardo Setina y Carlos Probert Atletismo, 5 mil metros planos; María Carmen Díaz Atletismo, 20 km de caminata; Daniel García Atletismo, 50 km de caminata; Miguel Ángel Rodríguez Boliche, todo evento; Edda Picini Boliche, parejas femenil; Georgina Serratos y Gabriela Sandoval Canotaje, C-1 1000 metros; Juan Martínez Canotaje, K-1 500; Erika Durón Canotaje, C2-500; Antonio Romero y Ramón Ferrer Ciclismo, 50 km contra reloj; Jesús Zárate Ciclismo, carrera por puntos; Belém Guerrero Méndez Equitación, salto individual; Jaime Azcárraga Equitación, salto por equipos; Jaime Azcárraga, Luis Ximénez, Gerardo Tazzer y Jaime Guerra Pelota vasca, pala corta varonil; José Antonio Musi Chaya, Fernando Iniestra Astudillo, Pedro Aguirre Lesaca y Francisco Mendiburu Galíndez Pelota vasca, paleta con pelota de goma tres paredes varonil; Edgar Salazar Sepúlveda, Homero Hurtado Cardiel, Jaime Salazar Sepúlveda y Rafael Hernández Pelota vasca, paleta con pelota de goma trinquete femenil; Miryam Muñoz Cadena, Rosa María Flores Buendía, Cecilia Collado y Elsa González Fútbol; Selección de fútbol de México Lucha grecorromana, categoría 48 kilos; Enrique Aguilar Clavados, plataforma; Alberto Acosta Clavados, trampolín 1 metro; Fernando Platas Remo, 2-L femenil; A. y E. Diez |
| Winnipeg 1999         | 11  | 16  | 30  | 57  | Atletismo, 10 mil metros; Nora Leticia Rocha Atletismo, 400 metros; Ana Gabriela Guevara Atletismo, 5 mil metros; Adriana Fernández Atletismo, 5 mil metros; José Galván Atletismo, 20 kilómetros; Graciela Mendoza Atletismo, 20 kilómetros; Bernardo Segura Atletismo, 50 kilómetros de caminata; Joel Sánchez Guerrero Clavados, plataforma; Fernando Platas Fútbol; Selección de fútbol de México Taekwondo, categoría middle (-83 kg); Víctor Estrada Taekwondo, categoría fly (-47 kg); Óscar Salazar Blanco Atletismo, 20 kilómetros de caminata; Rosario Sánchez Atletismo, 20 kilómetros de caminata; Daniel García Atletismo, 50 kilómetros de caminata; Carlos Mercenario Atletismo, 10 mil metros; José Galván Boxeo, división 48 kilogramos; Carlos Vargas Ciclismo, carrera por puntos; Belem Guerrero Méndez Ciclismo, prueba de 500 metros; Nancy Contreras Ciclismo, prueba por puntos; Luis Martínez Clavados, trampolín de 3 metros; Fernando Platas Esgrima, florete individual femenil; Carla Esteva Fútbol; Selección de fútbol de México Karate, kata individual femenil; Ulda Alarcón Pentatlón moderno, kabierto femenil; Rocío Arias Remo, prueba 4L; Rómulo Bouzas, Luis Prado, Arturo Camargo y Edgar Martín Taekwondo; Rodrigo Martínez Tenis; Marco Osorio y Óscar Ortiz |
| Santo Domingo 2003    | 20  | 27  | 32  | 79  | Atletismo, 10 mil metros; Teodoro Vega Atletismo, 50 kilómetros de caminata; Germán Sánchez Atletismo, 400 metros planos; Ana Gabriela Guevara Atletismo, 5 mil metros; Adriana Fernández Atletismo, 10 mil metros; Adriana Fernández Atletismo, 20 kilómetros de caminata; Victoria Palacios Boliche, individuales; Daniel Falconi Boliche, parejas femenil; Iliana Lomelí y Adriana Pérez Boxeo, división semi completo (81 kg); Ramiro Reducindo Ciclismo, velocidad 500 metros; Nancy Contreras Clavados, plataforma; Rommel Pacheco Pelota vasca, mano por parejas 36 metros; Pedro Santamaría Saldaña, Javier Marín Acatitla, Jorge Alberto Alcántara Vázquez y Francisco Vera Quiroz Pelota vasca, frontenis 30 metros; Gustavo Miramontes Cortés y Alberto Rodríguez Faisal Pelota vasca, frontenis 30 metros femenil; Guadalupe Hernández Encarnación, Paulina Castillo Rodríguez y Rosa María Flores Buendía Racquetball, dobles varonil; Álvaro Beltrán García y Javier Moreno Ramón Racquetball, dobles femenil; Susana Acosta Aranda y Rosa María Torres Ramírez Taekwondo, categoría heavy (+80 kg); Víctor Estrada Taekwondo, categoría feather (-59 kg); Iridia Salazar Blanco Tenis, dobles varonil; Alejandro Hernández y Santiago González Torre Vela, lasser radial; Tania Elías Calles Atletismo, 20 kilómetros de caminata; Rosario Sánchez Atletismo, 20 kilómetros de caminata; Bernardo Segura Atletismo, 5 mil metros; David Galván Atletismo, 5 mil metros; Nora Leticia Rocha Atletismo, salto de altura; Romary Rifka Boliche, individuales; Marcos Baeza Boxeo, división 71 kg; Alfredo Angulo Boxeo, división 54 kg; Abner Mares Canotaje, C-1 1000 m; Manuel Cortina Martínez Canotaje, C-2 500 m; Francisco Capultitla y José Luis Guerrero Clavados, trampolín de 3 metros; Fernando Platas Clavados, sincronizados plataforma; Fernando Platas y Rommel Pacheco Clavados, sincronizados trampolín de 3 metros; Paola Espinosa y Laura Sánchez Soto Clavados, sincronizados plataforma; Paola Espinosa y Laura Sánchez Soto Equitación, salto de obstáculos equipos varonil; Gerardo Tazzer, Federico Fernández, Antonio Chedraui y Santiago Lambre Equitación, adiestramiento individual; Bernadette Pujals Esquí acuático, eslalon; Jorge Suárez Díaz Pelota vasca, 30 m mano individual; Javier Marín Acatitla y Felix Orlando Tapia Medina Pelota vasca, pelota de cuero; Francisco Mendiburu Galíndez, Rodrigo Ledesma Ballesteros, Pedro Aguirre Lesaca y Luis Alberto Mercadillo Muñiz Pelota vasca, pelota goma 30 m; Edgar Salazar Sepúlveda, Homero Hurtado Cardiel y Alberto Rodríguez Faisal Gimnasia, manos libres; Brenda Rizo Rodríguez Halterofilia, arranque 58 kilos; Soraya Jiménez |
| Río de Janeiro 2007   | 18  | 24  | 31  | 73  | Atletismo, 10 mil metros; David Galván Atletismo, salto de altura; Romary Rifka Atletismo, 400 m planos; Ana Gabriela Guevara Boxeo, división gallo (54 kg); Carlos Cuadras Canotaje, K-1, 500 metros varonil; Manuel Cortina Martínez Canotaje, K-2, 500 metros varonil; Manuel Cortina Martínez y Jesús Néstor Valdez González Canotaje, K-2, 1000 metros varonil; Manuel Cortina Martínez y Jesús Néstor Valdez González Canotaje, C-1, 500 metros varonil ; José Everardo Cristóbal Quirino Canotaje, C-1, 1000 metros varonil ; José Everardo Cristóbal Quirino Clavados, plataforma; Paola Espinosa Clavados, trampolín de 3 metros; Paola Espinosa Clavados, trampolín de 3 metros sincronizados; Paola Espinosa y Laura Sánchez Soto Judo, categoría (+78 kg); Vanessa Zambotti Halterofilia, división mosca -48 kg- (arranque); Carolina Valencia Squash, singles varonil; Erick Moisés Gálvez Sánchez Taekwondo, categoría fly (-49 kg); Alejandra Gaal Taekwondo, categoría feather (-57 kg); Iridia Salazar Blanco Taekwondo, categoría feather (-57 kg); María del Rosario Espinoza Atletismo, 50 km metros de caminata; Horacio Nava Atletismo, 10 mil metros; Dulce María Rodríguez Atletismo, 3 mil metros steeplechase; Talis Apud Atletismo, 5 mil metros; Juan Luis Barrios Atletismo, 1,500 metros; Juan Luis Barrios Atletismo, salto con garrocha; Giovanni Lanaro Atletismo, relevo 4 x 400; Ana Gabriela Guevara, María Teresa Guevara, Gabriela Medina, Zudikey Rodríguez, Nayelli Vela y M. González Boliche, singles varonil; Daniel Falconi Canotaje, C-2 500 metros; José Everardo Cristóbal Quirino y Gilberto Soriano Ciclismo, ruta individual 78 km; Belem Guerrero Méndez Ciclismo, carrera contra reloj 19.5 km; Alessandra Grassi Gimnasia, aro; Rut Castillo Gimnasia, all around; Cynthia Yasmín Valdez Pérez Karate, kumite 60 kilos; Bertha Gutiérrez Halterofilia, arranque división 69 kilos; Cinthya Domínguez Halterofilia, arranque división 75 kilos; Damaris Aguirre Natación, 400 metros libres; Patricia M. Castañeda Natación, 800 metros libres; Patricia M. Castañeda Tiro Deportivo, Skeet Men Individual; Ariel Mauricio Flores Tiro Deportivo, 10 metros Individual varonil; Roberto José Elías Tiro Deportivo, 10 metros Individual femenil; Alix Moncada |
| Guadalajara 2011      | 42  | 41  | 50  | 133 | Atletismo, 5000 m varonil; Juan Luis Barrios Atletismo, marcha 50 km varonil; Horacio Nava Atletismo, 10000m femenil; Marisol Guadalupe Romero Atletismo, 5000 m femenil; Marisol Guadalupe Romero Boxeo, varonil 49kg-minimosca; Joselito Velázquez Canotaje, varonil C1 1000 m; José Everardo Cristóbal Quirino Clavados, plataforma 10 m femenil; Paola Espinosa Clavados, plataforma 10 m varonil; Iván García Clavados, trampolín 3 m femenil; Laura Sánchez Soto Clavados, trampolín 3 m varonil; Yahel Castillo Clavados, sincronizados trampolín 3 m varonil; Yahel Castillo y Julián Isaac Sánchez Clavados, sincronizados trampolín 3 m femenil; Paola Espinosa y Tatiana Ortiz Clavados, sincronizados plataforma 10 m femenil; Paola Espinosa y Tatiana Ortiz Clavados, sincronizados plataforma 10 m varonil; Germán Saúl Sánchez y Iván Alejandro García Fútbol; Selección de fútbol de México Gimnasia artística, caballo con arzones masculino; Daniel Corral Gimnasia artística, barras paralelas masculino; Daniel Corral Gimnasia artística, piso femenino; Ana Estefanía Lago Gimnasia rítmica, individual aro; Cynthia Yasmín Valdez Pérez Gimnasia rítmica, individual clavas; Cynthia Yasmín Valdez Pérez Karate, femenil hasta 61kg; Bertha Gutiérrez Pelota vasca, mano individual trinquete varonil; Heriberto López Molotla Pelota vasca, mano individual frontón 36m varonil; Fernando Medina Pineda Pelota vasca, mano parejas frontón 36m varonil; Jorge Alcántara y Orlando Díaz Balleza Pelota vasca, frontenis frontón 30m varonil; Alberto Rodríguez Faisal y Arturo Rodríguez Faisal Pelota vasca, frontenis frontón 30m femenil; Paulina Castillo Rodríguez y Guadalupe Hernández Encarnación Pentatlón moderno, varonil individual; Oscar Soto Racquetball, femenil individual; Paola Longoria Racquetball, femenil dobles; Paola Longoria y Samantha Salas Racquetball, varonil dobles; Álvaro Beltrán García y Javier Moreno Ramón Racquetball, equipos varonil; Álvaro Beltrán García y Javier Moreno Ramón Racquetball, equipos femenil; Paola Longoria y Samantha Salas Remo, dos pares de remos cortos peso ligero varonil; Gerardo Sánchez y Alan Armenta Remo, peso ligero 2 pares de remos cortos femenil; Analicia Ramírez y Lila Pérez-Rul Squash, individual femenil; Samantha Terán Squash, dobles femenil; Samantha Terán y Nayelly Hernández Squash, dobles varonil; Arturo Salazar Martínez y Erick Moisés Gálvez Sánchez Squash, equipos varonil; Arturo Salazar Martínez, César Salazar Martínez y Erick Moisés Gálvez Sánchez Taekwondo, categoría feather (-57 kg); Irma Edith Contreras Tenis, dobles mixtos; Ana Paula de la Peña y Santiago González Tiro con arco, individual femenil; Alejandra Valencia Tiro con arco, equipos femenil; Mariana Avitia, Aída Román y Alejandra Valencia Atletismo, maratón femenil; Madaí Pérez Atletismo, marcha 50 km varonil; José Leyver Ojeda Atletismo, 800 m femenil; Gabriela Elizabeth Medina Atletismo, 1000 m varonil; Juan Carlos Romero Baloncesto, femenil; Selección de baloncesto de México Baloncesto, varonil; Selección de baloncesto de México Boliche, dobles femenil; Miriam Aseret Zetter y Sandra G. Góngora Boxeo, varonil 56kg-pluma; Oscar Rafael Valdez Boxeo, varonil 69kg-wélter; Oscar Molina Boxeo, varonil más 91kg-pesado; Juan Isidro Hiracheta Boxeo, femenil 60kg; Erika Rosalba Cruz Canotaje, femenil K4 500m; Maricela Montemayor, Karina Alanis, Anais Abraham y Alicia Guluarte Ciclismo de montaña, cross country femenil; Laura Lorenza Morfín Ciclismo de pista, keirin femenil; Daniela Gaxiola Ciclismo de pista, omnium femenil; Sofía Arreola Clavados, plataforma 10 m varonil; Rommel Pacheco Clavados, plataforma 10 m femenil; Tatiana Ortiz Clavados, trampolín 3 m varonil; Julián Isaac Sánchez Esgrima, sable equipo femenil; Angélica Aguilar, Úrsula González, Angélica Larios y Alejandra Terán Gimnasia artística, caballo de salto femenino; Elsa García Gimnasia rítmica, general individual; Cynthia Yasmín Valdez Pérez Gimnasia rítmica, individual pelota; Cynthia Yasmín Valdez Pérez Gimnasia rítmica, individual cinta; Cynthia Yasmín Valdez Pérez Halterofilia, femenil 69kg; Cinthya Vanessa Domínguez Judo, menos de 63kg femenil; Karina Paloma Acosta Judo, menos de 60kg varonil; Nabor Castillo Karate, femenil hasta 68kg; Yadira Lira Karate, femenil más de 68kg; Xunashi Caballero Karate, varonil más de 84kg; Alberto A. Ramírez Lucha libre olímpica, categoría de hasta 60 kilogramos; Guillermo Torres Pelota vasca, pelota de cuero frontón 36m varonil; Francisco Mendiburu Galíndez y Rodrigo Ledesma Ballesteros Pelota vasca, pelota de goma frontón 30m varonil; Homero Hurtado Cardiel y Daniel Salvador Rodríguez Racquetball, individual varonil; Gilberto D. Mejía Remo, un par de remos cortos varonil; Patrick Loliger Squash, individual varonil; César Salazar Martínez Taekwondo, categoría flyweight (-58 kg); Damián Alejandro Villa Valdez Tenis de mesa, individual varonil; Marcos Madrid Mantilla Tiro con arco, equipos varonil; Juan René Serrano, Pedro Vivas y Luis Eduardo Vélez Vela, RS-X femenil; Demita Vega Vela, láser radial; Tania Elías Calles Voleibol de playa, femenil; Mayra Aidé García y Bibiana Candelas Atletismo, salto de altura femenil; Romary Rifka Atletismo, salto con garrocha varonil; Giovanni Alessandro Lanaro Bádminton, individual femenil; Victoria Montero Bádminton, dobles varonil; Andrés López y Lino Muñoz Clavados, trampolín 3 m femenil; Paola Espinosa Boxeo, varonil 52kg-mosca; Braulio Ávila Boxeo, varonil 60kg-ligero; Ángel Jordán Gutiérrez Boxeo, varonil 81kg-semipesado; Armando Piña Boxeo, femenil 75kg; Alma Nora Ibarra Ciclismo de pista, velocidad por equipos femenil; Nancy Contreras y Daniela Gaxiola Equitación, saltos por equipos; Antonio Maurer, Alberto Michán, Enrique González y Daniel Michán Esgrima, florete individual femenil; Nataly Michel Esgrima, espada equipo femenil; Alexandra Avena, Andrea Millán, Alely Hernández y Alejandra Terán Esquí acuático, eslalon varonil; Carlos Lamadrid Fútbol, femenil; Selección de fútbol de México Gimnasia, trampolín; José Alberto Vargas Gimnasia artística, equipos femenino; Marisela Cantú, Yessenia Estrada, Elsa García, Ana Estefanía Lago, Alexa Citlali Moreno y Karla Salazar Gimnasia artística, barras asimétricas femenino; Marisela Cantú Gimnasia artística, barras asimétricas femenino; Elsa García Halterofilia, varonil 56 kg; José Lino Montes Halterofilia, femenil 53 kg; Francia Natalie Peñúñuri Halterofilia, femenil 63 kg; Luz Mercedes Acosta Halterofilia, femenil 69 kg; Aremi Fuentes Halterofilia, femenil más de 75 kg; Tania Guadalupe Mascorro Judo, menos de 90kg varonil; Isao Alfonso Cárdenas Judo, menos de 100kg varonil; Sergio García Malfavón Judo, más de 78kg femenil; Vanessa Zambotti Karate, varonil hasta 84kg; Homero Morales Karate, varonil hasta 67kg; Daniel Carrillo Lucha grecorromana, categoría de hasta 66 kilogramos; Ulises Iván Barragán Lucha grecorromana, categoría de hasta 74 kilogramos; Juan Ángel Escobar Natación, 100 metros dorso femenil; María Fernanda González Ramírez Natación, 200 metros dorso femenil; María Fernanda González Ramírez Natación, 200 metros mariposa femenil; Rita Medrano Natación, 4x200 metros relevo libre femenil; Charetzeni Susana Escobar, María Fernanda González Ramírez, Patricia M. Castañeda y Liliana Ibáñez López Patinaje, 300m cronómetro femenil; Verónica Elías Pelota vasca, pelota goma trinquete varonil; Adrián Raya Rizo y Guillermo Jorge Verdeja Pelota vasca, pelota goma trinquete femenil; Ariana Yolanda Cepeda de la Mora y Rocío Guillén Collado Pentatlón moderno, femenil individual; Tamara Vega Racquetball, individual varonil; Álvaro Beltrán García Remo, cuatro pares de remos cortos varonil; Horacio Rangel, Santiago Santaella, Patrick Loliger y Edgar Valenzuela Squash, individual varonil; Arturo Salazar Martínez Squash, equipos femenil; Samantha Terán, Imelda Salazar y Nayelly Hernández Taekwondo, categoría fly (-49 kg); Jannet Alegría Taekwondo, categoría fly (-49 kg); Uriel Avigdor Adriano Taekwondo, categoría heavyweight (+67 kg); Guadalupe Ruiz Tenis de mesa, categoría fly (-49 kg); Marcos Madrid Mantilla, Jude Okoh y Guillermo Muñoz Ronquillo Tiro deportivo, categoría fly (-49 kg); Rosa del Carmen Peña Tiro con arco, individual femenil; Aída Román Vela, RS-X varonil; David Mauricio Mier y Terán |
| Total                 | 199 | 258 | 459 | 916 | |

## Juegos Panamericanos de Invierno

### Medallero
| Año  | País                 | Sede      | Posición | Oro | Plata | Bronce | Total |
| ---- | -------------------- | --------- | -------- | --- | ----- | ------ | ----- |
| 1990 | Bandera de Argentina | Las Leñas | -        | 0   | 0     | 0      | 0     |

## Juegos Panamericanos Junior

### Medallero
| Sede            | Oro           | Plata         | Bronce        | Total         | Posición      |
| --------------- | ------------- | ------------- | ------------- | ------------- | ------------- |
| Cali-Valle 2021 | 46            | 78            | 48            | 172           | 4/41          |
| Asunción 2025   | Evento futuro | Evento futuro | Evento futuro | Evento futuro | Evento futuro |
| Total           | 46            | 78            | 48            | 172           | 4/41          |